# Honda C 100-serie
De Honda C 100-serie is een kleine serie lichte motorfietsen die Honda produceerde van 1970 tot 1977. De serie omvat de Honda CB 100 toermotorfiets, de Honda CL 100 en de Honda CL 100 S scramblers en de Honda SL 100 offroadmotorfiets.

## Voorgeschiedenis
In 1967 had Honda haar Sport 90 uitgebracht, een licht motorfietsje dat bedoeld was als gebruiksmotortje voor woon-werkverkeer. Deze machine had nog een plaatframe, dat productietechnisch eenvoudiger en goedkoper te maken was, maar als tamelijk ouderwets beschouwd werd. De machine had wel al elektrische richtingaanwijzers, een telescoopvork en een eencilindermotor met een (wel heel moderne) bovenliggende nokkenas, maar het was nog de liggende eencilinder zoals die al bij de Honda Super Cub-serie gebruikt was. Van de Sport 90 verschenen ook terreinversies: de CL 90 en de SL 90. Deze machines gingen in 1969 uit productie.

## 1970-1976, CB 100

### Motor
Met de komst van de CB 100 in 1970 kregen na de tweecilinders nu ook de eencilinders een staande cilinder. Boring en slag bedroegen 50,5 × 49,5 mm, waardoor de cilinderinhoud 99,1 cc bedroeg. De bovenliggende nokkenas werd door een ketting aangedreven en bediende twee kleppen. De machine had een wet-sump-smeersysteem en een enkele Keihin-carburateur.

### Aandrijving
Vanaf de krukas werd de meervoudige natte platenkoppeling door tandwielen aangedreven. De machine had een vijfversnellingsbak en een kettingaandrijving naar het achterwiel. Om het sportieve karakter te benadrukken was er een klein kettingscherm aangebracht.

### Rijwielgedeelte
Het frame leek op een enkel wiegframe, maar in werkelijkheid liep de enkele buis onder het balhoofd slechts tot aan de onderkant van het motorblok, dat zodoende een dragend deel vormde. Men was afgestapt van de ouderwetse geduwde schommelvork en had in plaats daarvan een telescoopvork gemonteerd. Achter zat een normale swingarm met twee hydraulisch gedempte veer/demperelementen. In beide wielen zaten 110mm-trommelremmen.

### 1970, CB 100 K0
De CB 100 K0 uit 1970 had nog de two-tone-kleurstelling waarmee Honda halverwege de jaren zestig begonnen was. Steeds had de bovenste tankhelft een bepaalde hoofdkleur, terwijl de onderste helft wit was gespoten. De CB 100 K0 werd geleverd in Crystal Blue Metallic, Candy Ruby Red en Candy Gold. Op de onderste tankhelft stond het merk "Honda", terwijl de Honda-vleugel op de bovenste tankhelft stond. De onderrand van de tank was in de hoofdkleur gespoten. Ook de beide zijdeksels waren in de hoofdkleur gespoten, evenals het koplamphuis en de bovenste delen van de achterschokdempers en de voorvork. De spatborden waren verchroomd.

### 1971, CB 100 K1
De hoofdkleuren van de CB 100 K1 uit 1971 waren niet veranderd: Crystal Blue Metallic, Candy Ruby Red en Candy Gold. De onderkant van het duozadel had nu een verchroomde strip gekregen. De onderkant van de tank was nu helemaal wit, met een klein, dun biesje dat werd onderbroken door de merknaam.

### 1972, CB 100 K2
De CB 100 K2 uit 1972 was moderner gespoten, nog steeds in twee kleuren, maar nu was de tank hoofdzakelijk wit met de hoofdkleur op de flanken gespoten, waarbij de onderkant zwart was. Op die zwarte rand stond de merknaam in wit. De hoofdkleuren waren nu Light Scarlet Red en Aquarius Blue. De zijdeksels waren wit, met de type-aanduiding "CB 100" boven een driehoekig kadertje in de hoofdkleur. De bovenkant van de voorvork en het koplamphuis waren zwart, de achterschokdempers verchroomd.

### 1973-1976, CB 100 K3 t/m K6
In de laatste vier jaar van productie veranderde de CB 100 niet meer. De machine werd niet meer geleverd in Noord-Amerika, waardoor mensen in de landen daar in de veronderstelling kunnen zijn dat de CB 100 slechts tot 1973 is geproduceerd.

## 1970-1973, CL 100 en CL 100 S
De CL 100 was de scrambler-versie van de CB 100 en kwam tegelijkertijd op de markt. De scrambler week niet veel af van de toermotor, maar had een wat korter voorspatbord en een swept back uitlaat die aan de rechterkant van de machine zat en was afgedekt met een verchroomd hitteschild.

### 1970, CL 100 K0
De Honda CL 100 K0 uit 1970 werd geleverd in Candy Sapphire Blue, Candy Ruby Red en Candy Topaz Orange. De benzinetank was wat boller dan die van de CB 100, maar had ook de brede witte streep met de merknaam erin. Het hitteschild van de uitlaat bestond uit twee delen. De beide zijdeksels waren in de hoofdkleur gespoten, evenals het koplamphuis en de bovenste delen van de achterschokdempers en de voorvork. De spatborden waren verchroomd.

### 1971, CL 100 K1 en CL 100 S0
De kleuren van de CL 100 K1 uit 1971 waren speelser dan die van de CB 100, wat ook past bij het karakter van de scrambler. De tank en de zijdeksels hadden de hoofdkleur, waarbij op de flanken van de tank een rondlopende brede bies was aangebracht. De hoofdkleuren waren Candy Sapphire Blue, Candy Topaz Orange en Poppy Yellow Metallic. Bij de blauwe en oranje machines was de tankbies wit, bij de gele machine was ze zwart. Het hitteschild was nu uit één stuk gemaakt. De bovenkant van de voorvork en het koplamphuis hadden de hoofdkleur. De CL 100 S was identiek, maar had een tot 5 pk teruggetunede motor om in bepaalde Amerikaanse staten aan de wetgeving te voldoen. Op de zijdeksels stond de type-aanduiding "CL 100 S".

### 1972, CL 100 K2 en CL 100 S2
De CL 100 K2 werd geleverd in Candy Yellow en Hawaiian Blue Metallic, met wit/rode biezen op de tank en een driehoekig wit/rood logo op de zijdeksels. De bovenkant van de voorvork en het koplamphuis waren nu verchroomd. Bij de CL 100 S2 (er was geen CL 100 S1) was de motor teruggetuned en stond er "CL 100 S" op de zijdeksels.

### 1973, CL 100 K3
De CL 100 K3 werd geleverd in Candy Ruby Red en Hawaiian Blue Metallic. Nu stond er op alle zijdeksels "100 S". De tankbiezen waren wit, het uitlaatsysteem zwart met een verchroomd hitteschild.

## 1970-1973, SL 100
De Honda SL 100 was meer dan de CL 100 een echte offroadmotor. Dat bleek vooral uit de langere veerwegen en de daarmee samenhangende hoge spatborden en extra bodemvrijheid. De machine had ook een veel sterker dubbel wiegframe met een enkele, van balhoofd tot achterframe lopende gebogen centrale buis.

### 1970, SL 100 K0
De CL 100 K0 uit 1970 werd geleverd in Candy Sapphire Blue, Candy Ruby Red en Candy Emerald Green. De brandstoftank had brede, witte biezen aan de bovenkant. Het extra hoge stuur had geen dwarsversteviging. Het frame was zilverkleurig, de uitlaat lag laag en was zwart met een klein hitteschildje. De bovenkant van de voorvork was verchroomd, maar het koplamphuis en de spatborden hadden de hoofdkleur. Het zadel was hoog met aan de onderrand verchroomde revetten.

### 1971, SL 100 K1
De CL 100 K1 uit 1971 werd geleverd in Mars Orange, Candy Ruby Red en Candy Emerald Green. De brandstoftank had brede, witte biezen aan de bovenkant. Het extra hoge stuur had geen dwarsversteviging. Het frame was zilverkleurig, de uitlaat lag laag en was zwart met een klein hitteschildje. De bovenkant van de voorvork was verchroomd, maar het koplamphuis en de spatborden hadden de hoofdkleur. Het zadel was vlakker en de verchroomde revetten aan de onderkant waren verdwenen.

### 1972, SL 100 K2
Bij de SL 100 K2 waren vooral de kleurvlakken veranderd. De machine werd geleverd in Candy Ruby Red en Tortoise Green Metallic, maar op de tankflanken zat nu een groot, zwartomrand geel vlak, waarin de merknaam stond. Het "100"-merkteken op de zijdeksels was ook geel. Het stuur had nu een dwarsversteviging.

### 1973, SL 100 K3
Deze laatste versie uit 1973 werd geleverd in Candy Riviera Blue en Fire Red, zonder biezen of vlakken op de tank. De merknaam "Honda" was nu wit, net als het "100"-merkteken op de zijdeksels. Het frame en het koplamphuis waren zwart.

## Technische gegevens
| Honda                  | K0                                     | K1                                     | K2                                     | K3                                     | K4                                     | K5                                     | K6                                     |                                        | K0                                     | K1                                     | S0                                     | K2                                     | S2                                     | K3                                     |                                        | K0                                     | K1                                     | K2                                     | K3                                     |
| ---------------------- | -------------------------------------- | -------------------------------------- | -------------------------------------- | -------------------------------------- | -------------------------------------- | -------------------------------------- | -------------------------------------- | -------------------------------------- | -------------------------------------- | -------------------------------------- | -------------------------------------- | -------------------------------------- | -------------------------------------- | -------------------------------------- | -------------------------------------- | -------------------------------------- | -------------------------------------- | -------------------------------------- | -------------------------------------- |
|                        | Toermotorfietsen CB 100 K              | Toermotorfietsen CB 100 K              | Toermotorfietsen CB 100 K              | Toermotorfietsen CB 100 K              | Toermotorfietsen CB 100 K              | Toermotorfietsen CB 100 K              | Toermotorfietsen CB 100 K              |                                        | Scramblers CL 100 K en S               | Scramblers CL 100 K en S               | Scramblers CL 100 K en S               | Scramblers CL 100 K en S               | Scramblers CL 100 K en S               | Scramblers CL 100 K en S               |                                        | Offroadmotoren SL 100 K                | Offroadmotoren SL 100 K                | Offroadmotoren SL 100 K                | Offroadmotoren SL 100 K                |
| Periode                | 1970                                   | 1971                                   | 1972                                   | 1973                                   | 1974                                   | 1975                                   | 1976                                   |                                        | 1970                                   | 1971                                   | 1971                                   | 1972                                   | 1972                                   | 1973                                   |                                        | 1970                                   | 1971                                   | 1972                                   | 1973                                   |
| Motortype              | OHC                                    | OHC                                    | OHC                                    | OHC                                    | OHC                                    | OHC                                    | OHC                                    | OHC                                    | OHC                                    | OHC                                    | OHC                                    | OHC                                    | OHC                                    | OHC                                    | OHC                                    | OHC                                    | OHC                                    | OHC                                    | OHC                                    |
| Bouwwijze              | Luchtgekoelde staande eencilinder      | Luchtgekoelde staande eencilinder      | Luchtgekoelde staande eencilinder      | Luchtgekoelde staande eencilinder      | Luchtgekoelde staande eencilinder      | Luchtgekoelde staande eencilinder      | Luchtgekoelde staande eencilinder      | Luchtgekoelde staande eencilinder      | Luchtgekoelde staande eencilinder      | Luchtgekoelde staande eencilinder      | Luchtgekoelde staande eencilinder      | Luchtgekoelde staande eencilinder      | Luchtgekoelde staande eencilinder      | Luchtgekoelde staande eencilinder      | Luchtgekoelde staande eencilinder      | Luchtgekoelde staande eencilinder      | Luchtgekoelde staande eencilinder      | Luchtgekoelde staande eencilinder      | Luchtgekoelde staande eencilinder      |
| Boring                 | 50,5 mm                                | 50,5 mm                                | 50,5 mm                                | 50,5 mm                                | 50,5 mm                                | 50,5 mm                                | 50,5 mm                                | 50,5 mm                                | 50,5 mm                                | 50,5 mm                                | 50,5 mm                                | 50,5 mm                                | 50,5 mm                                | 50,5 mm                                | 50,5 mm                                | 50,5 mm                                | 50,5 mm                                | 50,5 mm                                | 50,5 mm                                |
| Slag                   | 49,5 mm                                | 49,5 mm                                | 49,5 mm                                | 49,5 mm                                | 49,5 mm                                | 49,5 mm                                | 49,5 mm                                | 49,5 mm                                | 49,5 mm                                | 49,5 mm                                | 49,5 mm                                | 49,5 mm                                | 49,5 mm                                | 49,5 mm                                | 49,5 mm                                | 49,5 mm                                | 49,5 mm                                | 49,5 mm                                | 49,5 mm                                |
| Cilinderinhoud         | 99,1 cc                                | 99,1 cc                                | 99,1 cc                                | 99,1 cc                                | 99,1 cc                                | 99,1 cc                                | 99,1 cc                                | 99,1 cc                                | 99,1 cc                                | 99,1 cc                                | 99,1 cc                                | 99,1 cc                                | 99,1 cc                                | 99,1 cc                                | 99,1 cc                                | 99,1 cc                                | 99,1 cc                                | 99,1 cc                                | 99,1 cc                                |
| Carburateur(s)         | 1× Keihin                              | 1× Keihin                              | 1× Keihin                              | 1× Keihin                              | 1× Keihin                              | 1× Keihin                              | 1× Keihin                              | 1× Keihin                              | 1× Keihin                              | 1× Keihin                              | 1× Keihin                              | 1× Keihin                              | 1× Keihin                              | 1× Keihin                              | 1× Keihin                              | 1× Keihin                              | 1× Keihin                              | 1× Keihin                              | 1× Keihin                              |
| Smeersysteem           | Wet-sump                               | Wet-sump                               | Wet-sump                               | Wet-sump                               | Wet-sump                               | Wet-sump                               | Wet-sump                               | Wet-sump                               | Wet-sump                               | Wet-sump                               | Wet-sump                               | Wet-sump                               | Wet-sump                               | Wet-sump                               | Wet-sump                               | Wet-sump                               | Wet-sump                               | Wet-sump                               | Wet-sump                               |
| Compressieverhouding   | 9,5:1                                  | 9,5:1                                  | 9,5:1                                  | 9,5:1                                  | 9,5:1                                  | 9,5:1                                  | 9,5:1                                  | 9,5:1                                  | 9,5:1                                  | Onbekend                               | 9,5:1                                  | Onbekend                               | 9,5:1                                  | 9,5:1                                  | 9,5:1                                  | 9,5:1                                  | 9,5:1                                  | 9,5:1                                  | 9,5:1                                  |
| Max. vermogen          | 11,5 pk bij 11.000 tpm                 | 11,5 pk bij 11.000 tpm                 | 11,5 pk bij 11.000 tpm                 | 11,5 pk bij 11.000 tpm                 | 11,5 pk bij 11.000 tpm                 | 11,5 pk bij 11.000 tpm                 | 11,5 pk bij 11.000 tpm                 | 11,5 pk bij 11.000 tpm                 | 11,5 pk bij 11.000 tpm                 | 5 pk                                   | 11,5 pk bij 11.000 tpm                 | 5 pk                                   | 11,5 pk bij 11.000 tpm                 | 11,5 pk bij 11.000 tpm                 | 11,5 pk bij 11.000 tpm                 | 11,5 pk bij 11.000 tpm                 | 11,5 pk bij 11.000 tpm                 | 11,5 pk bij 11.000 tpm                 | 11,5 pk bij 11.000 tpm                 |
| Topsnelheid            | 110 km/h                               | 110 km/h                               | 110 km/h                               | 110 km/h                               | 110 km/h                               | 110 km/h                               | 110 km/h                               | 110 km/h                               | 110 km/h                               | 110 km/h                               | 110 km/h                               | 110 km/h                               | 110 km/h                               | 110 km/h                               |                                        | Onbekend                               | Onbekend                               | Onbekend                               | Onbekend                               |
| Primaire aandrijving   | Tandwielen                             | Tandwielen                             | Tandwielen                             | Tandwielen                             | Tandwielen                             | Tandwielen                             | Tandwielen                             | Tandwielen                             | Tandwielen                             | Tandwielen                             | Tandwielen                             | Tandwielen                             | Tandwielen                             | Tandwielen                             | Tandwielen                             | Tandwielen                             | Tandwielen                             | Tandwielen                             | Tandwielen                             |
| Koppeling              | Meervoudige natte plaat                | Meervoudige natte plaat                | Meervoudige natte plaat                | Meervoudige natte plaat                | Meervoudige natte plaat                | Meervoudige natte plaat                | Meervoudige natte plaat                | Meervoudige natte plaat                | Meervoudige natte plaat                | Meervoudige natte plaat                | Meervoudige natte plaat                | Meervoudige natte plaat                | Meervoudige natte plaat                | Meervoudige natte plaat                | Meervoudige natte plaat                | Meervoudige natte plaat                | Meervoudige natte plaat                | Meervoudige natte plaat                | Meervoudige natte plaat                |
| Versnellingen          | 5                                      | 5                                      | 5                                      | 5                                      | 5                                      | 5                                      | 5                                      | 5                                      | 5                                      | 5                                      | 5                                      | 5                                      | 5                                      | 5                                      | 5                                      | 5                                      | 5                                      | 5                                      | 5                                      |
| Secundaire aandrijving | Ketting                                | Ketting                                | Ketting                                | Ketting                                | Ketting                                | Ketting                                | Ketting                                | Ketting                                | Ketting                                | Ketting                                | Ketting                                | Ketting                                | Ketting                                | Ketting                                | Ketting                                | Ketting                                | Ketting                                | Ketting                                | Ketting                                |
| Rijwielgedeelte        | Buis-brugframe                         | Buis-brugframe                         | Buis-brugframe                         | Buis-brugframe                         | Buis-brugframe                         | Buis-brugframe                         | Buis-brugframe                         | Buis-brugframe                         | Buis-brugframe                         | Buis-brugframe                         | Buis-brugframe                         | Buis-brugframe                         | Buis-brugframe                         | Buis-brugframe                         |                                        | Dubbel wiegframe                       | Dubbel wiegframe                       | Dubbel wiegframe                       | Dubbel wiegframe                       |
| Voorvork               | Telescoopvork                          | Telescoopvork                          | Telescoopvork                          | Telescoopvork                          | Telescoopvork                          | Telescoopvork                          | Telescoopvork                          | Telescoopvork                          | Telescoopvork                          | Telescoopvork                          | Telescoopvork                          | Telescoopvork                          | Telescoopvork                          | Telescoopvork                          | Telescoopvork                          | Telescoopvork                          | Telescoopvork                          | Telescoopvork                          | Telescoopvork                          |
| Achtervork             | Swingarm met twee veer/demperelementen | Swingarm met twee veer/demperelementen | Swingarm met twee veer/demperelementen | Swingarm met twee veer/demperelementen | Swingarm met twee veer/demperelementen | Swingarm met twee veer/demperelementen | Swingarm met twee veer/demperelementen | Swingarm met twee veer/demperelementen | Swingarm met twee veer/demperelementen | Swingarm met twee veer/demperelementen | Swingarm met twee veer/demperelementen | Swingarm met twee veer/demperelementen | Swingarm met twee veer/demperelementen | Swingarm met twee veer/demperelementen | Swingarm met twee veer/demperelementen | Swingarm met twee veer/demperelementen | Swingarm met twee veer/demperelementen | Swingarm met twee veer/demperelementen | Swingarm met twee veer/demperelementen |
| Remmen                 | Trommelremmen                          | Trommelremmen                          | Trommelremmen                          | Trommelremmen                          | Trommelremmen                          | Trommelremmen                          | Trommelremmen                          | Trommelremmen                          | Trommelremmen                          | Trommelremmen                          | Trommelremmen                          | Trommelremmen                          | Trommelremmen                          | Trommelremmen                          | Trommelremmen                          | Trommelremmen                          | Trommelremmen                          | Trommelremmen                          | Trommelremmen                          |
| Tankinhoud             | 10 liter                               | 10 liter                               | 10 liter                               | 10 liter                               | 10 liter                               | 10 liter                               | 10 liter                               |                                        | Onbekend                               | Onbekend                               | Onbekend                               | Onbekend                               | Onbekend                               | Onbekend                               |                                        | 7 liter                                | 7 liter                                | 7 liter                                | 7 liter                                |
| Droog gewicht          | 95 kg                                  | 95 kg                                  | 95 kg                                  | 95 kg                                  | 95 kg                                  | 95 kg                                  | 95 kg                                  |                                        | Onbekend                               | Onbekend                               | Onbekend                               | Onbekend                               | Onbekend                               | Onbekend                               |                                        | 92 kg                                  | 92 kg                                  | 92 kg                                  | 92 kg                                  |
| Voorganger             | Sport 90                               | Sport 90                               | Sport 90                               | Sport 90                               | Sport 90                               | Sport 90                               | Sport 90                               |                                        | CL 90                                  | CL 90                                  | CL 90 L                                | CL 90                                  | CL 90 L                                | CL 90                                  |                                        | SL 90                                  | SL 90                                  | SL 90                                  | SL 90                                  |
| Opvolger               | Geen                                   | Geen                                   | Geen                                   | Geen                                   | Geen                                   | Geen                                   | Geen                                   | Geen                                   | Geen                                   | Geen                                   | Geen                                   | Geen                                   | Geen                                   | Geen                                   |                                        | XL 100                                 | XL 100                                 | XL 100                                 | XL 100                                 |